# Port lotniczy Mala Mala
Port lotniczy Mala Mala (IATA: AAM, ICAO: FAMD) – międzynarodowy port lotniczy położony koło Mala Mala, w prowincji Mpumalanga, w Południowej Afryce.

## Linie lotnicze i połączenia
| Linia Lotnicza | Kierunek        |
| -------------- | --------------- |
| Federal Air    | 1. Johannesburg |